# Ungdomsförbund
Ett ungdomsförbund är en organisation främst avsedd för yngre människor med något gemensamt intresse.

## Sverige
I Sverige är enligt Förordning (2011:65) om statsbidrag till barn- och ungdomsorganisationer ett ungdomsförbund detsamma som ett förbund vars medlemmar till minst 60 procent består av ungdomar (6–25 år). Enskilda ungdomsförbund kan ha andra gränser, somliga sätter till exempel gränsen för medlemskap till högst 30 år.
Ungdomsförbund får statliga bidrag via Myndigheten för ungdoms- och civilsamhällesfrågor om de uppfyller definition på ungdomsförbund (de får exempelvis inte bidrag för medlemmar som är äldre än 25 år) samt ställda krav på öppenhet, demokrati och självständighet, och har en viss minsta storlek i antal medlemmar. Ofta kan ungdomsverksamheter även få bidrag från kommuner och landsting.
Många stora ideella organisationer har ungdomsförbund knutna till sig, exempelvis Röda Korset och Svenska kyrkan.

### Politiska ungdomsförbund
Samtliga riksdagspartier har politiska ungdomsförbund. Deras roll har traditionellt ansetts vara att fostra framtida politiker och mobilisera unga väljare.
Det händer att politiska moderpartier bryter med sina ungdomsförbund:
- 1917, Socialdemokraterna uteslöt ungdomsförbundet Socialdemokraternas Ungdomsförbund, (SDUF). Socialdemokraterna bildade ett nytt ungdomsförbund, (SSU), under kongressen 1917. SDUF utgjorde grunden till Vänsterpartiet.
- 1934, Moderaterna (då kallat Allmänna valmansförbundet) bröt samarbetet med Sveriges Nationella Ungdomsförbund efter SNU:s dragning mot nazismen. MUF bildades under namnet Ungsvenskarna.
- 1990-talet[förtydliga], Sverigedemokraterna bröt med sitt dåvarande ungdomsförbund.[1]
- 2015, Sverigedemokraterna bröt med sitt ungdomsförbund Sverigedemokratisk Ungdom (SDU) av samma skäl som på 1990-talet och bildar Ungsvenskarna SDU.[1] Ledande företrädare för det gamla SDU bildar strax därefter Alternativ för Sverige.